# George Eliot
Mary Ann Evans (tudi Mary Anne Evans ali Marian Evans, znana pod psevdonimom George Eliot), angleška pisateljica, * 22. november 1819, Nuneaton, grofija Warwickshire, Anglija, † 22. december 1880, Chelsea, London, Anglija.

## Življenje
Marry Ann Evans se je rodila 22. novembra 1819 kot tretji otrok Roberta Evansa (1773–1849) in Christiane Evans (rojene Pearson, 1788–1836). Imela je starejšo sestro Christiano oziroma Chrissey (1814–59), brata Isaaca (1816–1890) ter neimenovana brata dvojčka, ki sta umrla kmalu po rojstvu (1821), kot tudi polbrata Roberta (1802–1864) in polsestro Frances oziroma Fanny (1805–1882) iz očetovega prejšnjega zakona s Harriet Poynton (1780–1809). Leta 1820 se je družina preselila v hišo Griff House, ki se je nahajala med Nuneatonom in Bedworthom. 
Ker je bila požrešna bralka ter pronicljivega uma, obenem pa ni veljala za lepotico, Evans po očetovem mnenju ni imela veliko obeti za poroko ter se je raje odločil vložiti v njeno izobrazbo, v tem času tako redko privoščeno dekletom. Med petim in devetim letom je tako obiskovala krajevni evangeličanski dekliški internat v Attleboroughu, med devetim in trinajstim v Nuneatonu, med trinajstim in šestnajstim pa v Coventryju. V Nuneatonu je prišla pod vpliv evangeličanke Marie Lewis, glavne guvernante, kateri so naslovljena Evansina najzgodnejša še ohranjena pisma. V internatu v Covetryju je po drugi strani Evans bila izpostavljena tišji, bolj zadržani veri, ki je bila v nasprotovu z evangeličanstvom. 
Po smrti matere leta 1836 se je takrat šestnajstletna Evans vrnila domov, da bi prevzela vlogo gospodinje, čeprav je obenem nadaljevala dopisovanje z Mario Lewis. Po poroki brata Isaaca, ki je prevzel družinski dom, sta se enaindvajsetletna Evans in oče preselila v Foleshill blizu Coventryja. Ponovna bližina Coventryju je prinesla nove vplive, predvsem Charlesa in Care Bray, ki sta z bogastvom pridobljenim iz proizvodnje ustanovila več šol ter darovala drugim človekoljubnim namenom. Evans, ki se je takrat spopadala z verskimi dvomi, je tako postala intimna znanka ikonoklastičnih, svobodomiselnih Brayjev, ki sta imela ležeren pogled na zakonske obveznosti ter svoj dom, Rosehill, odprla ljudem, ki so držali in odprto razpravljali radikalne poglede. V hiši Brayevih je Evans med drugim imela priložnost srečati Roberta Owena, Herberta Spencerja, Harriet Martineau ter Ralpha Waldoja Emersona. Evans je tako bila izpostavljena liberalnimi in agnostičnimi teologijami ter piscem kot sta David Strauss in Ludwig Feuerbach, ki sta zbudla dvom o dobesedni resničnosti svetopisemskih besedil. Prvo večje literarno delo, ki ga je zapisala Evans je tako pravzaprav bil prevod, iz nemščine v angleščino, Straussovega Das Leben Jesu kritisch bearbeitet oziroma Jezusovo življenje, kritično preučeno (1846), ki ga je dokončala potem ko ga je druga članica 'kroga Rosehill', Elizabeth 'Rufa' Brabant, pustila nedokončanega.
Kot posledica prijateljstva z Brayem je slednji objavil nekatere izmed Evansovinih prvih del, predvsem recenzije, v svojem časopisu Coventry Herald and Observer. Ko je Evans začela izražati verske dvome, ji je oče zagrozil z izselitvijo, a do uresničitve grožnje ni prišlo. Namesto tega je Evans v nadaljevanju vestno obiskovala cerkev ter še naprej skrbela za očeta do njegove smrti leta 1849. Pet dni po pogrebu očeta je Evans skupaj z Brayjema odpotovala v Švico, kjer se je odločila zadžati v Ženevi, živeč prvo ob jezeru v Plongeonu, nato pa v drugem nadstropju hiše v lasti Françoisa in Juliet d'Albert Durade na ulici Rue de Chanoines, danes Rue de la Pelisserie. V Ženevi se je med drugim vneto posvetila branju ter dolgim sprehodom po švicarski pokrajini, ki ji je bila v velik navdih. François Durade, ki je bil slikar, je tam tudi naslikal tudi enega izmed njenih najbolj znanih portretov.
Leta 1850 se je Evans vrnila v London z namenom, da bi postala pisateljica, ter se začela sklicevati na Marian Evans. Nastanila se je v hiši Johna Chapmana, radikalnega založnika, ki ga je prej spoznala v krogu Rosehill ter ki je izdal njen prevod Straussove knjige. Chapman je nedavno pred tem nakupil liberalno revijo The Westminster Review, ki se ji je pridružila Evans, leto pozneje postajajoč tudi njena asistentka urednica. Čeprav je bil Chapman uradno glavni urednik revije, je bila Evans tista, ki je kmalu prevzela odgovornost za večino njene izdelave, saj je prispevala številne spise in recenzije, začenši s številko januarja 1852 in nadaljevajoč do konca njene zaposlitve pri reviji v prvi polovici leta 1854. Njeni zapisi so redno obravnavali družbenopolitične teme. Politično je bila zlasti naklonjena takoimenovanim nižjim slojem. V svojih člankih in recenzijah je kritizirala organizirano vero, simpatizirala z revolucijami leta 1848 po celinski Evropi in celo upala, da bodo Italijani "odvratne Avstrijce" pregnali iz Lombardije ter da bodo tako tudi upokojili "razpadle monarhe", čeprav je tudi verjela, da bi postopen reformistični pristop k družbenim problemom bil najboljši za Anglijo. V času uredništva, med letoma 1850 in 1851, je Evans tudi obiskovala Ladies College na trgu Bedford, kasneje znanem kot Bedford College, v Londonu. 
Leta 1851 je Evans srečala filozofa in kritika Georga Henryja Lewesa (1817–1878), s katerim sta leta 1854 začela sobivati. Lewes je bil poročen z Agnes Jervis, s katero sta sporazumno živela v odprtem zakonu. Poleg treh skupnih otrok z Lewesom, je Jarvis imela še štiri otroke s Thorntonom Leighom Huntom, Lewesovim prijateljem ter urednikom The Daily Telegrapha. Ker je Lewes priznal tudi ženine izvenzakonske otroke, se od nje ni mogel zakonito ločiti tudi, ko so se njune poti sporazumno razšle, vseeno pa je živel v 'anglosaksonskopravnem' zakonu z Evans vse do smrti leta 1878.

## Dela
Njene prve objave so bile v revijah Coventry Herald and Observer in The Westminster Review pod imenom Marian Evans, čeprav je v enem svojih zadnjih spisev za slednjo prvič uporabila psevdonim George Eliot. Leta 1857, ko je bila stara 38 let, je v glasilu Blackwood's Magazine objavila serijo Prizori iz duhovniškega življenja (angl. Scenes of Clerical Life). Leta 1859 je objavila svoj prvi roman, Adam Bede, ki se je izkazal za takojšnji uspeh in vzpodbudil vztrajna ugibanja in domneve o avtorstvu priljubljene pripovedi: v enem trenutku se je pojavil celo pretendent za avtorstvo, neki Joseph Liggins. Ko govorice niso potihnile, se je Evans dokončno razkrila kot pravi George Eliot, podpisani avtor omenjenega romana. Razkritja o Eliotinem spolu in zasebnem življenju so presenetila in vznemirila mnoge njene bralce, čeprav to ni imelo posledic za njeno priljubljenost kot romanopisko. Eliotina zveza z Lewesom ji je po eni strani zagotovila stabilnost in spodbudo, ki ju je potrebovala za nadaljnjo pisanje leposlovja, po drugi strani pa je minilo veliko časa, preden je bil par sprejet v takoimenovano primerno družbo. Zlasti vplivno je bilo leto 1877, ko sta Evans in Lewes bila predstavljena princesi Louise, hčerki kraljice Viktorije, ki je sama bila vneta bralka Eliotinih romanov in tako navdušena nad Adamom Bedom, da je angažirala umetnika Edwarda Henryja Corboulda, da bi ji naslikal prizore iz knjige.
Po Adamu Bedu je Eliot napisala med drugim tudi romane Mlin na reki Floss (angl. The Mill on the Floss) leta 1860, Middlemarch oziroma Middlemarch: Študija provincialnega življenja (angl. Middlemarch: A Study of Provincial Life) med letoma 1871 in 1872 ter Daniel Deronda leta 1876, ko je že pretežno izginila iz splošnih javnih oči.

## Romani
- Adam Bede, 1859
- Mlin na reki Floss (angl. The Mill on the Floss), 1860
- Silas Marner, 1861
- Romola, 1863
- Felix Holt, Radikal (angl. Felix Holt, the Radical), 1866
- Middlemarch, 1871–72
- Daniel Deronda, 1876